# San Casimiro
San Casimiro é um município da Venezuela localizado no estado de Aragua.
A capital do município é a cidade de San Casimiro.